# Kowalski (Band)
Kowalski ist eine deutsche Wave-/Avantgarde-Band aus Wuppertal.

## Geschichte
Die Band setzte sich aus vier befreundeten Musikern aus Köln, Wuppertal und Bochum zusammen, die in ihren bisherigen Formationen (Bertha & Friends: Fellensiek; Hölderlin: Bäär; The Ramblers: Braune u. Elze) nur bescheidene Erfolge feiern konnten. Gemeinsame Probesessions in Wuppertal ergaben einen für die damalige Zeit ungewöhnlichen, industriellen und aggressiven Sound, den Rüdiger Braune einmal als „Vergewaltigung von Elektronik“ bezeichnete. Auf Tasteninstrumente jeder Art wurde verzichtet; stattdessen kamen ungewöhnliche Tonerzeuger wie Schneidbrenner und Schleifgeräte zum Einsatz. Zudem nutzte die Band eine große elektronische Datenbank mit Geräuschen und Soundeffekten, die Braune per Trommelschlag über sein Schlagzeug abrufen konnte.
Maßgeblich für den Kowalski-Sound war das sehr ausgefallene Gitarrenspiel von Rüdiger Elze. Durch den Einsatz diverser Elektronikteile, die teilweise selbst von ihm entwickelt wurden, kam ein Sound zustande, der in keiner Weise etwas mit bis dahin bekannten Spielweisen zu tun hatte. Selbst Gitarren-Sound-Pioniere wie Laurie Anderson konnten nicht auf eine derart ausgefeilte und spielsichere Technik zurückgreifen. Nur durch das Hören der Musik war nicht auszumachen, wie sie hergestellt wurde.
Uwe Fellensiek erinnerte sich mehr als 35 Jahre später wie folgt daran: „Wir wollten ganz bewusst etwas ganz anderes machen. Mit Hans Maahn, Rüdiger Elze, Rüdiger Braune hatten wir eine sehr innovative und kreative Band zusammen. Wir haben damals schon elektronische Drums eingesetzt. Und Rüdiger Elze hat unglaubliche Sounds aus seiner Gitarre gezaubert. Wir haben sehr viel experimentiert, z. B. untereinander einfach einmal die Instrumente getauscht, um zu sehen oder zu hören, was passiert. Um gegen die Lautstärke der Instrumente anzukommen, musste ich schreien, dadurch ist diese verkünderische Musik entstanden. Meine damalige Freundin hat immer wieder schräge Sprüche herausgehauen, die ich dann mit Zitaten von Philosophen zu Songtexten verarbeitet habe. Alles das zusammen hat unseren ganz eigenen Stil geprägt.“
Alle Aufnahmen wurden von Conny Plank produziert. Der Albumtitel Schlagende Wetter bezeichnet ein hochexplosives Gas-Gemisch, das viele Grubenunglücke verursacht hat. Die Band ließ sich entsprechend nackt und rußverschmiert in der Filmkulisse der Fernsehserie Rote Erde für das Cover ablichten.
Obwohl die Texte ursprünglich in deutscher Sprache waren, führten die Tourneen, wohl wegen des eigenwilligen Klangs der Band, quer durch Europa, vom Paradiso in Amsterdam, Olympia in Paris, Lyceum in London über Festivals wie Roskilde weiter nach Stockholm und Rom und sorgten dort für wesentlich positivere Resonanz als in Deutschland. Das Album wurde daher in englischer Sprache unter dem Titel Overman Underground neu veröffentlicht.
Die gegen den aktuellen Zeitgeist der NDW produzierte Musik brachte jedoch nicht den gewünschten Erfolg, so dass sich die Plattenfirma zurückzog. Die Band zerfiel; der Sänger Uwe Fellensiek wurde Schauspieler, die anderen Bandmitglieder waren als Studiomusiker bei fremden Projekten tätig. So verhalfen die drei unter anderem Gianna Nannini 1982 mit dem Studioalbum Latin Lover zum internationalen Durchbruch – Rüdiger Elze firmiert hier als Rudy Spinello. 1991 sendete der WDR eine 30-minütige Dokumentation über Rüdiger Braune mit dem Titel Der Trommler.
Zu Beginn der 1990er Jahre versuchte das Quartett ein Comeback, jedoch ohne nachhaltigen Erfolg. Mit einem Konzert 1993 im Kölner Stadtgarten zog sich Kowalski vorübergehend aus der Öffentlichkeit zurück.
Neben den wenigen offiziell veröffentlichten Stücken verfügte die Band noch über weiteres Material, das ausschließlich live präsentiert wurde. Im holländischen Radio wurden folgende Stücke als Konzertmitschnitt gesendet: Steinharte Knaben; Reitet gegen den Iwan; Im Waschsalon; Superschmarotzer; Schlag mich tot. Zudem basiert der Titel Madonna-Welt von Gianna Nannini (vom Album Scandalo, 1990) auf dem ebenfalls unveröffentlichten Kowalski-Stück Meine Welt.
Im November 2010 gab Uwe Fellensiek auf seiner Website überraschend bekannt, Kowalski habe sich in Originalbesetzung noch einmal im Studio zusammengefunden, um ein bisher unveröffentlichtes Album neu einzuspielen, zu überarbeiten und dann vielleicht doch noch zu veröffentlichen. Im Mai 2018 wurden die Pläne endlich Realität und der Öffentlichkeit vorgestellt. Unter „Die Kowalski Protokolle“ stellte die Band bisher unveröffentlichtes Material live vor. Im Pressetext heißt es: „Der typische Kowalski-Sound ist dabei unverkennbar, aber natürlich haben sich auch Uwe Fellensiek und Band weiterentwickelt. Mit viel Raum für Liebe, Leid, Sehnsucht und Einsamkeit“. Am Projekt waren alle vier Gründungs-Bandmitglieder beteiligt, neben neuem Material wurden auch alte Werke aus der Zeit des Produzenten Conny Plank digitalisiert und neu abgemischt.

## Diskografie
- Schlagende Wetter (Virgin)
- Overmann Underground (Virgin)
- Massenhass / Der Koerper Bin Ich, 12" (Virgin)
- Der Arbeiter / Indianer / Stahlmaschinen, 12" (1983; Virgin)
- Workers / Indianer / Steel Machines, 12" (1983; Virgin)
- Zigeunerbaron / Watch Out / Super Dupont, 12" (1987; SPV)
- Die Kowalski Protokolle (2018)